# Riego por aspersión
El riego por aspersión es una modalidad de riego más utilizada para regar cultivos hoy en día. Este método aplica el agua de manera similar a la lluvia, esparciéndola en pequeñas gotas. Funciona con una red de tuberías que lleva el agua hasta los aspersores, los cuales la rocían gracias a la presión. Para hacerlo más eficiente, se utiliza un sistema de bombeo que impulsa el agua.

## Criterios para escoger este tipo de riego
Depende de la fuente de agua disponible, cultivo asociado, fuente de energía (gravitacional, eléctrica, fotovoltaica, combustible, etc.), dinero que disponga y el tipo de terreno que posee.

## Partes de un sistema de riego por aspersión
- Captación del agua:
- Pozo;
- Toma desde un río, lago o embalse;

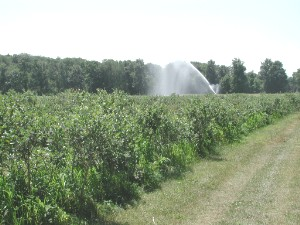
Aspersor en operación.

- Estructura para el almacenamiento del agua:
- Almacenamiento subterráneo;
- Un lago natural o artificial (embalse);
- Depósito construido expresamente para tal fin;
- Instalación para puesta en presión del sistema:
- Por gravedad, si los campos regados están en una cota inferior a la captación, por ejemplo, para el riego de campos situados aguas abajo de una presa;
- Por bombeo, cuando se trata de utilizar agua de pozo, o para regar terrenos que se encuentran a una cota superior a la del embalse de regulación;
- Tuberías principales y secundarias fijas;
- Dispositivos móviles;
- Aspersores.

## Ventajas e inconvenientes del riego por aspersión

### Ventajas
- El consumo de agua es menor que el requerido para el riego por surcos o por inundación;
- Puede ser utilizado con facilidad en terrenos colinares;
- Se puede dosificar el agua con una buena precisión
- No afecta el material vegetal sometido a riego, ya que se elimina la presión que el agua puede ofrecer a las plantas; y como es homogénea su distribución sobre el material vegetal, el riego de la vegetación por aspersión es total y se distribuye suavemente el agua sobre toda el área deseada.

### Inconvenientes
- El consumo de agua es mayor que el requerido por el riego por goteo; siendo este muy importante en cada caso de riego.
- Se necesita determinar bien la distancia entre aspersores, para tener un coeficiente de uniformidad superior al 80%.
- La humedad provocada en la zona foliar y  del tallo, junto a temperaturas altas podrían provocar aparición de hongos.

## Sistemas de riego por aspersión con fines específicos
- Riego por aspersión para "colorear fruta"
- Riego por aspersión para limitar los daños de las heladas.
- Riego por aspersión para lograr agua nieve en bases poco nevadas.
- Riego por aspersión para la hidratación de campos.